# Повест
Повестта е един от традиционните епически видове в литературата, който по обсег, обем и творческо внушение заема средно място между разказа и романа. Разликите са по отношение на сюжетното развитие: по-добре разгърнато в сравнение с разказа върху няколко съществени момента, и все пак еднопланово и ограничено в сравнение с романа. Главните герои в повестите не навлизат в много сложни взаимоотношения помежду си. Повестта е все пак по-близо до разказа, отколкото до романа.
Самата дума „повест“ идва от старинната българска дума „повѣсть“ – „известие“, „разказ“. Заражда се в дух на хроника в българската и руската литература под влияние на старинното повествование (например „Повест за кръстното дърво“, „Повест за Акир Премъдри“).
Въпреки че основоположници на повестта са френски писатели от края на 18 – началото на 19 век като Оноре дьо Балзак и Бернарден дьо Сен-Пиер, бурно развитие този епичен вид претърпява в Русия. Майстори на повестта са писатели като Александър Пушкин („Капитанската дъщеря“), Антон Чехов („Степ“), Иван Тургенев („Пролетни води“), Лев Толстой („Казаци“), Николай Гогол („Тарас Булба“).
Първата оригинална българска повест е „Нещастна фамилия“ на Васил Друмев, написана през 1861 г. Други известни повести са:
- Любен Каравелов – „Маминото детенце“, „Българи от старо време“
- Иван Вазов – „Немили-недраги“, „Чичовци“, „Хаджи Ахил“, „Митрофан и Дормидолски“
- Елин Пелин – „Гераците“
- Йордан Йовков – „Жетварят“
- Георги Караславов – „Селкор“
- Емилиян Станев – „Крадецът на праскови“.